# Ingo Pertramer

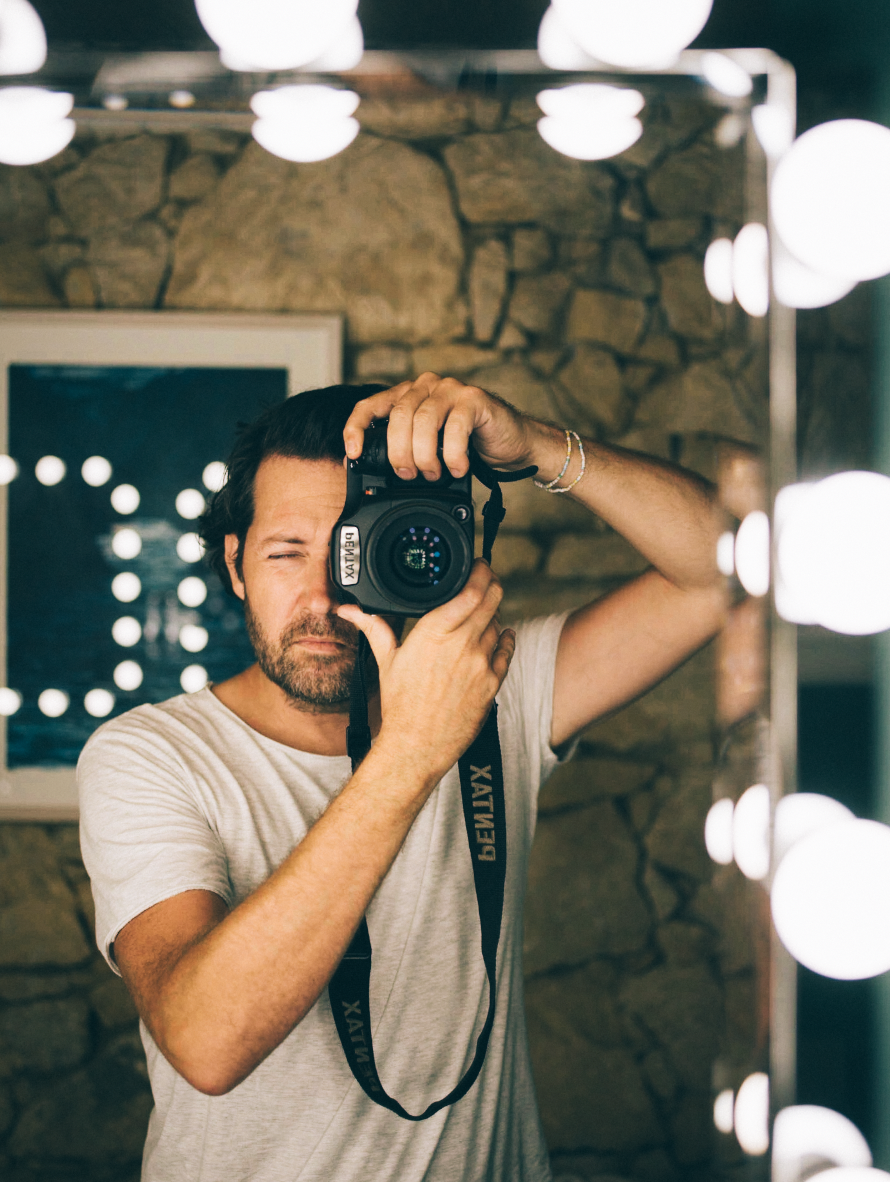
Ingo Pertramer

Ingo Pertramer (* 13. Oktober 1975 in Salzburg) ist ein österreichischer Fotograf.

## Werdegang
Die Leidenschaft für Fotografie begann bereits in der Kindheit: Mit der Yashica-Spiegelreflexkamera des Vaters sowie dem Kompaktfotoapparat der Mutter lichtet Ingo Pertramer zunächst Flugzeuge ab, eine Vorliebe, die er sich bis heute erhalten hat. Das Handwerk der Fotografie erlernte er später von der Pike auf. Seine Lehre absolvierte Pertramer in einem renommierten Salzburger Fotostudio. Die Gesellenjahre verbrachte er in Wien, bevor er schließlich seine Meisterprüfung in Tirol ablegte. Dass er insbesondere während Lehre bereits als Portraitfotograf ausgebildet wurde, prägte seine Arbeitsweise nachhaltig. Pertramer ist dafür bekannt, dass seine Shootings meist in wenigen Minuten beendet sind. Dabei arbeitet er in der Regel ohne künstliches Licht und ohne Assistenten. Heute gilt Pertramer neben Lukas Beck als bedeutendster in Österreich aktiver Porträtfotograf. Neben österreichischer Prominenz wie Heinz Fischer, Nicholas Ofczarek oder Ursula Strauss fotografiert er auch internationale Größen wie Sportfreunde Stiller, David Lynch und Bands wie Placebo.
Bei den Fernsehserien "Ochs im Glas" "Fisch AHOI – das Meer braucht eine Pause" und "Milch und Honig" steht Pertramer vor der Kamera und ist für Konzept und Idee verantwortlich. Im Sommer 2023 führte er Regie für MTV unplugged mit Christina Stürmer.
Pertramer ist verheiratet lebt in Wien und hat zwei Töchter und einen Sohn.

## Auszeichnungen
- 2010: Fotograf des Jahres 2010 "<Kunst und Kultur"[9]
- 2016: Romy – Preis der Jury für Ochs im Glas[10]

## Ausstellungen
- 2011: Ingo Pertramer – EDITION PHOTO Showroom für Fotografie, Wien[11]
- 2016: Bitte – Danke! Heinz Fischer im Portrait – WestLicht, Wien[12]

## Publikationen
- Drücken Sie einmal einem solchen eine Bohrmaschine in die Hand (Ingo Pertramer, Franz Adrian Wenzl), Czernin Verlag, 2007, ISBN 978-3707602487
- Ingo Pertramer: Arbeit 2000-2010, Metroverlag, 2010, ISBN 978-3993000219